# Christiane Arp
Christiane Arp (Stinstedt, 11 maggio 1961) è una giornalista tedesca, è stata caporedattore dell'edizione tedesca della rivista Vogue dal marzo 2003 fino all'edizione di gennaio/febbraio 2021, quando ha annunciato il suo abbandono della rivista.
Il lavoro di Christiane Arp con la rivista tedesca Vogue e nell'ambito della moda ha contribuito a rendere Berlino un punto di riferimento della moda a livello mondiale.

## Biografia
Christiane Arp è cresciuta in Germania e si è diplomata al liceo di Amburgo. Ha frequentato l'Università di Scienze Applicate di Amburgo e si è laureata in design della moda. Durante gli studi ha fatto uno stage presso la rivista di maglieria Nicole e ha lavorato come giornalista. Ha collaborato per riviste come Brigitte e Viva!. Ha diretto il reparto moda di Für Sie ed è stata direttore creativo di Amica e di Stern.
Prima di ricoprire il ruolo di caporedattrice di Vogue Germania nel 2003, Christiane Arp è stata per un anno direttore creativo di Vogue Germania. Nel 2011 è stata determinante per la creazione del Vogue Salon, una piattaforma in cui gli stilisti tedeschi emergenti hanno la possibilità di presentare il loro lavoro creativo con cadenza biennale alla settimana della moda di Berlino. Inoltre, nel 2015 ha co-fondato ed è presidente del Fashion Council Germany, un progetto in cui gli esperti di moda tedeschi promuovono il design della moda tedesca a livello internazionale e nazionale per preservare il loro patrimonio di moda.